# D-アラビニトールデヒドロゲナーゼ (NADP+)
D-アラビニトールデヒドロゲナーゼ (NADP+)（D-arabinitol dehydrogenase (NADP+)）は、次の化学反応を触媒する酸化還元酵素である。
(1) D-アラビニトール + NADP+ {\displaystyle \rightleftharpoons } D-キシルロース + NADPH + H+
(2) D-アラビニトール + NADP+ {\displaystyle \rightleftharpoons } D-リブロース + NADPH + H+
すなわち、この酵素の基質はD-アラビニトールとNADP+、生成物はD-キシルロースまたはD-リブロースとNADPHとH+である。
組織名はD-arabinitol:NADP+ oxidoreductaseで、別名にNADP+-dependent D-arabitol dehydrogenase, ARD1p, D-arabitol dehydrogenase 1がある。